# Go Hyun-jung
Go Hyun-jung (고현정?, 高賢廷?, Go Hyeon-jeongLR, Ko HyŏnjŏngMR; Contea di Hwasun, 2 marzo 1971) è un'attrice sudcoreana.
Ha lanciato la propria carriera nel 1989 dopo essere arrivata seconda al concorso di Miss Corea e ottenuto la popolarità nel 1995 grazie alla serie televisiva di successo Moraesigye. Poco dopo ha annunciato il matrimonio con l'imprenditore Chung Yong-jin e il ritiro dalle scene, ritornando sui suoi passi dopo il divorzio nel 2003. Nel 2009 ha interpretato la concubina Mishil nella serie in costume Seondeok yeo-wang, grazie alla quale si è aggiudicata il premio come migliore attrice agli MBC Drama Award e ai Baeksang Arts Award.

## Filmografia

### Cinema
- Haebyeon-ui yeo-in (해변의 여인?), regia di Hong Sang-soo (2006)
- Jal aljido mothamyeonseo (	잘 알지도 못하면서?), regia di Hong Sang-soo (2009)
- Teobae-udeul (여배우들?), regia di E J-yong (2009)
- Choehu-ui tundra - Geukjangpan (최후의 툰드라 - 극장판?), regia di Jang Kyung-soo (2011) – voce narrante
- The Day He Arrives (북촌 방향?, Bukchon banghyangLR), regia di Hong Sang-soo (2011) – cameo
- Miss Go (미쓰 GO?), regia di Park Chul-kwan (2012)
- Horang-iboda museo-un gyeo-ulsonnim (호랑이보다 무서운 겨울손님?), regia di Lee Kwang-kuk (2017)

### Televisione
- Daechunamu saranggeollyeonne (대추나무 사랑걸렸네?) – serie TV (1990)
- Maengnangsidae (맥랑시대?) – serie TV (1991-1992)
- Yeomyeong-ui nundongja (여명의 눈동자?) – serie TV (1992-1992)
- Gyeo-ul mujigae (겨울 무지개?) – film TV (1992)
- Duryeo-um eomneun sarang (두려움 없는 사랑?) – serie TV (1992)
- Yeoja-ui bang (여자의 방?) – serie TV (1992-1993)
- Eomma-ui bada (엄마의 바다?) – serie TV (1993)
- Jakbyeol (작별?) – serie TV (1994)
- Moraesigye (모래시계?) – serie TV (1995)
- Bomnal (봄날?) – serie TV (2005)
- Yeo-u-ya mwohani (여우야 뭐하니?) – serie TV (2006)
- H.I.T (히트?) – serie TV (2007)
- Seondeok yeo-wang (선덕여왕?) – serie TV (2009)
- Daemul (대물?) – serie TV (2010)
- Yeo-wang-ui gyosil (여왕의 교실?) – serie TV (2013)
- Dear My Friends (디어 마이 프렌즈?) – serie TV (2016)
- Return (리턴?) – serie TV (2018)
- Dongnebyeonhosa Jo Deul-ho 2: Joe-wabeol (동네변호사 조들호 2: 죄와벌?) – serie TV (2019)
- Reflection of You (너를 닮은 사람?, Neoreul dalm-eun saramLR) – serie TV (2021)
- Mask Girl (마스크걸?) – serie TV (2023)